# جاده ئی۶۶۱ اروپا

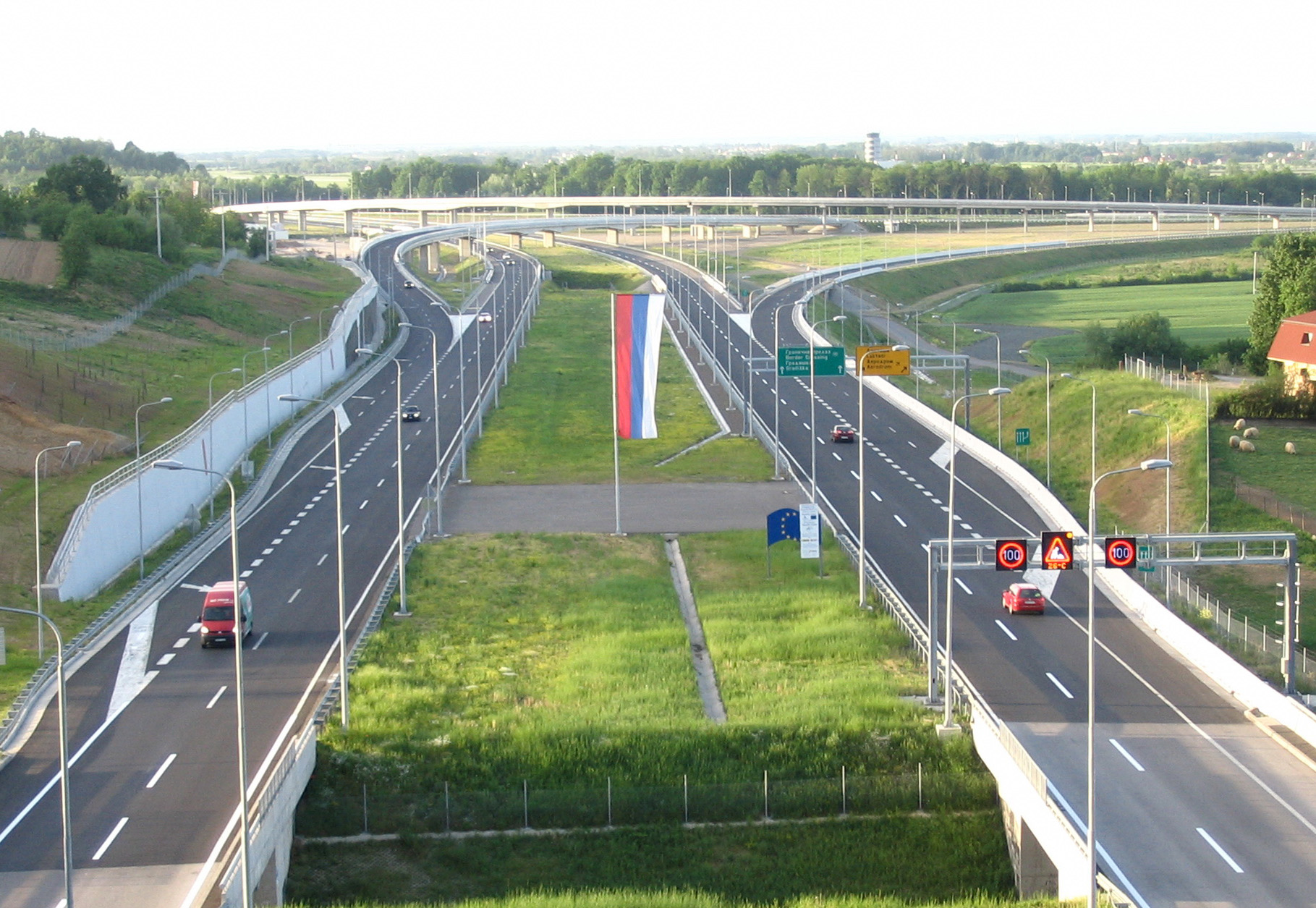

جاده ئی۶۶۱ اروپا (به انگلیسی: European route E661) یکی از جاده‌های درجه ۲ قاره اروپا است.
این جاده از شهر کلاگن‌فورت (اتریش) شروع شده و در شهر زنیتسا (بوسنی و هرزگوین) به پایان می‌رسد.